# 묘동교회
묘동교회(妙洞敎會)는 대한민국의 장로교 교회이다. 대한예수교장로회(통합) 소속이며 서울 강남구 대치동에 있다.
대한제국 말기인 1909년에 연동교회에서 분립된 오래된 교회이다. 처음에는 서울 종로구 묘동(廟洞)에 세워져 한자만 '妙(묘)'로 바꾸어 묘동교회라는 이름을 붙였다. 연동교회에서 천민 출신 신자의 장로 임명 문제로 불만을 품은 양반 신도들이 빠져나와 설립했다.
창립 주도 세력의 특성상 보수적인 신앙관을 갖고 있었다. 1912년 연동교회 장로 출신으로 묘동교회를 세운 주축인 이원긍이 일본조합교회와 손을 잡고 선교사 배척 운동을 벌였다. 이로 인해 1910년대에만 두 차례 장로교에서 이탈하여 각각 제7일안식일예수재림교회, 경성일본기독교회 소속이 되었다.
1924년 부인회를 중심으로 장로교로 복귀하였으나, 1935년에 10년이 넘게 지속된 경기노회 갈등 끝에 경중노회가 신설되어 조선예수교장로회가 분열되었을 때 경성노회를 탈퇴하고 경중노회에 가담하는 등 복잡한 역사를 이어갔다. 1959년에 대한예수교장로회에 완전 복귀했으며, 곧이어 이 단체가 분열하자 예장통합 측을 택했다.

## 연혁
- 1909년 : 묘동교회 설립
- 1910년 : 종로구 봉익동 예배당 준공
- 1920년 : 성가대 창립
- 1963년 : 예배당 신축
- 1982년 : 강남구 대치동으로 이전
- 1990년 : 《묘동교회 80년사》 편찬
- 1993년 : 예배당 신축

## 참고 자료
- 묘동교회 (1990). 《묘동교회 80년사》. 서울: 대한예수교장로회 묘동교회.